# Hendrik Geerhardt Kiehl
Hendrik Geerhardt Kiehl, beter bekend als H.G. Kiehl, (Den Haag, 21 juli 1815 – aldaar, 8 november 1895) was een Nederlands acteur, vader van August Kiehl en Mathilde Kiehl. Hij was verbonden aan de Salon des Variétés en in de periode 1855/76 aan de Koninklijke Schouwburg onder Jean Chrétien Valois.

## Biografie
Voor hij acteur werd was H.G. Kiehl boekhandelaar te Den Haag. Zijn toneelcarrière begon bij gezelschap Boas en Judels in Amsterdam, maar bekend werd hij als een der steunpilaren van het gezelschap Valois in de Koninklijke Schouwburg in Den Haag, waar hij vele jaren aan verbonden was. In zijn tijd in Den Haag was Kiehl tevens eigenaar van het destijds welbekende Café du Théâtre in de Schouwburgstraat, waar menig toneelgrootheid uit die tijd na een voorstelling vertoefde. Hij trouwde met Theodora Sophia Sablairolles, met wie hij o.a. August en Mathilde Kiehl kreeg. Zijn broer Conrad Laurens Kiehl was tussen 1929 en 1939 burgemeester van Puttershoek.